# Francisco Diez Canseco
Francisco Diez Canseco Corbacho (Arequipa, 21 marzo 1821 – Lima, 5 maggio 1884) è stato un politico peruviano.
È stato Presidente del Perù dal 26 luglio al 27 luglio 1872.